# Portego
Il portego è un ambiente caratteristico degli edifici civili veneziani edificati durante gli anni della Serenissima Repubblica di Venezia. È assimilabile a un salone da ricevimento, ma presenta caratteristiche peculiari.

## Storia
L'ambiente denominato portego è presente nei Palazzi Veneziani fino dalla origini. Con l'avanzare dei secoli e il fiorire anche a Venezia dell'architettura rinascimentale, vengono apportate delle variazioni alla struttura originale.

## Funzione
Il portego è quel locale di passaggio che congiunge la porta d'acqua con quella di terra in un palazzo veneziano. Al pianterreno, svolge la funzione di androne per il carico e lo scarico delle merci, mentre ai piani nobili è usato sia come salone da ricevimento sia come sala passante per accedere agli altri locali, collocati sui due lati.

## Architettura
Solitamente, il portego ricalca la pianta dell'androne, congiungendo il portale d'acqua e il portale di terra e passando rasente la corte o essendo da essa interrotto. Le estremità di questo ampio spazio sono caratterizzate dalla presenza di ampie vetrate a polifora, la cui ampiezza varia a seconda della larghezza dell'ambiente. Nella pianta tradizionale, utilizzata ad esempio in Palazzo Loredan dell'Ambasciatore, la scala è posta lateralmente al portego e di conseguenza non lo interrompe.

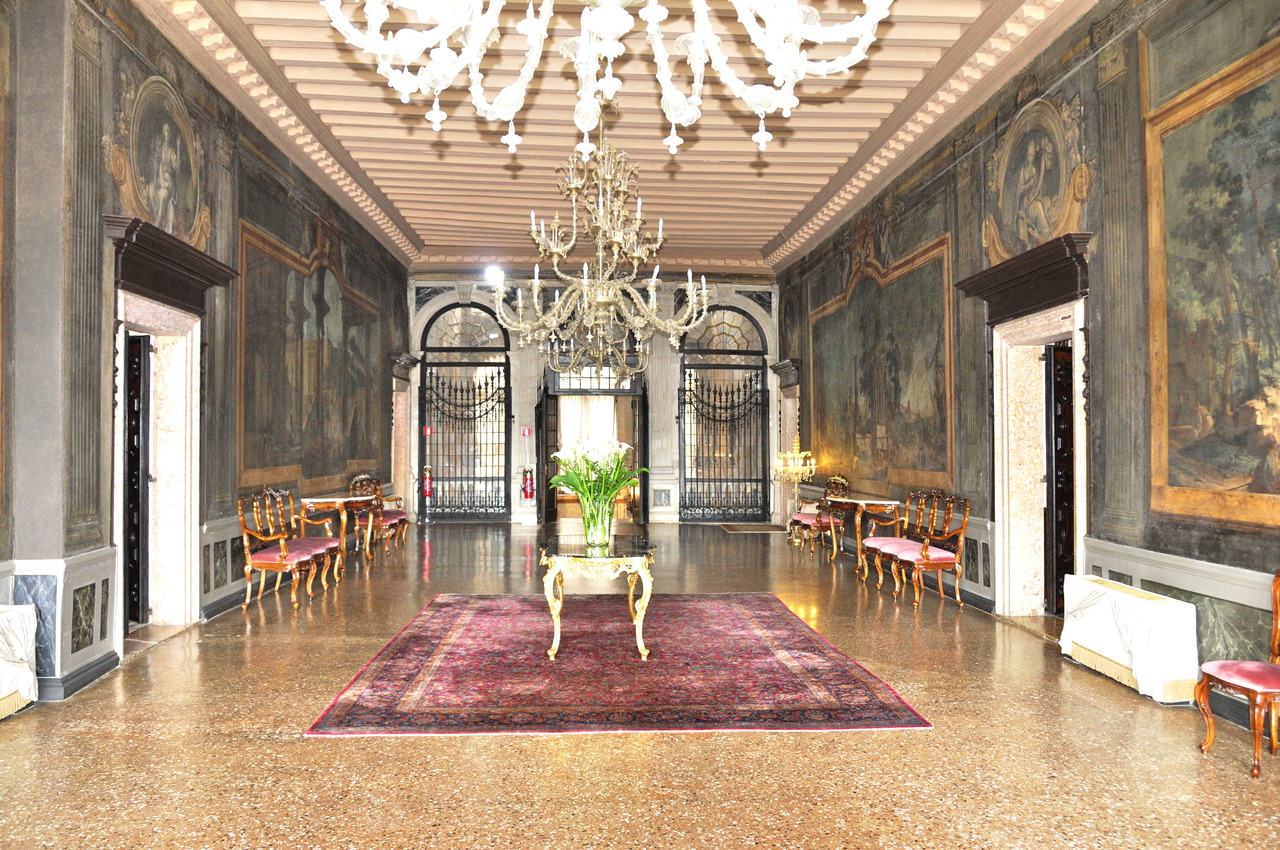
Il portego di Palazzo Morosini Sagredo si conclude con la scalinata monumentale progettata da Andrea Tirali

Questa soluzione impone però l'edificazione di una scala di piccole dimensioni, distante dagli ideali di monumentalità tipici del periodo barocco: durante questo periodo si svilupparono altri modelli, tra i quali quelli offerti da Ca' Pesaro, in cui la scala è posta parallelamente al portego e, in questo modo, non lo interrompe, e da Ca' Rezzonico, nella quale la scalinata si affaccia su un androne antistante la sala da ricevimento. Un modello simile è offerto anche da Palazzo Cavalli-Franchetti. In altri casi, come in Palazzo Morosini Sagredo o in Palazzo Pisani Moretta, il portego trova la sua naturale conclusione nella scalinata monumentale, che si apre sul salone da ricevimento in modo fastoso, ricorrendo addirittura a una decorazione che fa riferimento all'arco di trionfo.
Non sono però rare le eccezioni ai modelli precedentemente citati: soprattutto negli edifici più recenti, non era infatti raro creare un portego a T, come quello di Ca' Vendramin Calergi: in questo modo, era possibile infatti creare una polifora più vasta. Inoltre, sono presenti persino edifici che, ispirandosi al modello romano, rifiutano la presenza di un portego o ne riducono fortemente le dimensioni: esempi tipici sono Palazzo Grassi e Ca' Corner, nei quali le stanze si sviluppano attorno a un cortile porticato. Talvolta, importanti variazioni planimetriche sono state invece dettate dall'ambiente in cui l'edificio sarebbe nato: è il caso di Palazzo Flangini, di Ca' Tron e di Ca' Dario, il cui portego è spostato sulla sinistra, e di Palazzo Soranzo Van Axel, il cui portego è a forma di L per potersi affacciare contemporaneamente su due rii differenti.
Non sono rari nemmeno i casi in cui il portego è illuminato da una corte centrale: esempi eclatanti sono Palazzo Fortuny, il cui immenso portego lambisce il piccolo giardino interno,  e Ca' Rezzonico, nella quale la corte riveste sia una funzione pratica sia una funzione estetica, illuminando gli ambienti circostanti e dando la possibilità di separare la sala da ballo da quella da ricevimento. Molto diffusa è anche la disposizione adottata a Ca' Corner della Regina, nella quale il punto luce è posto all'estremità posteriore.